# Ліси (Підляське воєводство)
Ліси (пол. Lisy) — село в Польщі, у гміні Стависьки Кольненського повіту Підляського воєводства.
Населення — 42 особи (2011).
У 1975-1998 роках село належало до Ломжинського воєводства.

## Демографія
Демографічна структура станом на 31 березня 2011 року:
|          | Загалом | Допрацездатний вік | Працездатний вік | Постпрацездатний вік |
| -------- | ------- | ------------------ | ---------------- | -------------------- |
| Чоловіки | 21      | 7                  | 12               | 2                    |
| Жінки    | 21      | 9                  | 8                | 4                    |
| Разом    | 42      | 16                 | 20               | 6                    |